# FIBA European Championship 1995-1996
La FIBA Euro League 1995-1996 (o Coppa dei Campioni 1995-1996) venne vinta dai greci del Panathinaikos, al primo successo della loro storia nella manifestazione.

## Risultati

### Primo turno
| Squadra 1            | Totale  | Squadra 2          | Andata | Ritorno |
| -------------------- | ------- | ------------------ | ------ | ------- |
| Dinamo Tbilisi       | 139-178 | Žalgiris           | 70-78  | 69-100  |
| Brno                 | 175-186 | Bellinzona         | 106-93 | 69-93   |
| Kalev                | 174-138 | Honvéd             | 78-57  | 96-81   |
| Dinamo Tirana        | 130-156 | Sibiu              | 63-87  | 67-69   |
| St. Pölten           | 131-153 | APOEL Nicosia      | 60-67  | 71-86   |
| Zenica Metalno       | 136-142 | Prievidza          | 68-71  | 68-71   |
| Ostenda              | 156-125 | Alvik              | 79-61  | 77-64   |
| Rés. Walferdange     | 161-184 | Sheffield Sharks   | 79-99  | 82-85   |
| Kouvot Kouvola       | 173-185 | Hapoel Galil Elyon | 92-82  | 81-103  |
| Rabotnički           | 134-147 | Budivelnyk         | 65-64  | 69-83   |
| Mazowszanka Pruszków | 147-167 | Zrinjevac          | 79-74  | 68-93   |
| Pleven               | 178-185 | Partizan Belgrado  | 83-93  | 95-92   |
| Den Helder           | 139-182 | Pau-Orthez         | 72-94  | 57-88   |

### Sedicesimi di finale
| Squadra 1          | Totale  | Squadra 2              | Andata | Ritorno |
| ------------------ | ------- | ---------------------- | ------ | ------- |
| Žalgiris           | 122-145 | Panathinaikos          | 56-59  | 66-86   |
| Bellinzona         | 162-223 | CSKA                   | 88-107 | 74-116  |
| Kalev              | 148-172 | Virtus Bologna         | 65-81  | 83-91   |
| Sibiu              | 139-221 | Maccabi Tel Aviv       | 74-99  | 65-122  |
| APOEL Nicosia      | 116-139 | KK Cibona              | 70-82  | 46-57   |
| Prievidza          | 162-184 | Pallacanestro Treviso  | 87-91  | 75-93   |
| Ostenda            | 149-155 | Ülker Gençlik          | 74-69  | 75-86   |
| Sheffield Sharks   | 132-145 | Real Madrid            | 57-67  | 75-78   |
| Hapoel Galil Elyon | 137-176 | Īraklīs Salonicco      | 83-91  | 54-76   |
| Budivelnyk         | 161-179 | Bayer Leverkusen       | 98-77  | 63-102  |
| Zrinjevac          | 136-165 | Club Baloncesto Málaga | 70-85  | 66-80   |
| Partizan Belgrado  | 159-176 | SL Benfica             | 64-64  | 95-112  |
| Pau-Orthez         | 193-146 | Olimpia Lubiana        | 96-71  | 97-75   |

- Passano automaticamente agli ottavi di finale:
  -  Barcellona
  -  Olympiakos
  -  Antibes

### Ottavi di finale

#### Gruppo A
|    | Squadra                | P  | G  | V  | P  | PF   | PS   |
| -- | ---------------------- | -- | -- | -- | -- | ---- | ---- |
| 1. | CSKA                   | 14 | 24 | 10 | 4  | 1162 | 1081 |
| 2. | Pallacanestro Treviso  | 14 | 24 | 10 | 4  | 1157 | 1096 |
| 3. | Olympiakos             | 14 | 24 | 10 | 4  | 1132 | 1046 |
| 4. | Ülker Gençlik          | 14 | 20 | 6  | 8  | 1078 | 1104 |
| 5. | Club Baloncesto Málaga | 14 | 20 | 6  | 8  | 1104 | 1081 |
| 6. | Antibes                | 14 | 20 | 6  | 8  | 1108 | 1169 |
| 7. | Bayer Leverkusen       | 14 | 19 | 5  | 9  | 1067 | 1112 |
| 8. | Īraklīs Salonicco      | 14 | 17 | 3  | 11 | 945  | 1064 |

#### Gruppo B
|    | Squadra          | P  | G  | V  | P  | PF   | PS   |
| -- | ---------------- | -- | -- | -- | -- | ---- | ---- |
| 1. | Barcellona       | 14 | 24 | 10 | 4  | 1145 | 1077 |
| 2. | Real Madrid      | 14 | 23 | 9  | 5  | 1108 | 1079 |
| 3. | Panathinaikos    | 14 | 23 | 9  | 5  | 1035 | 1007 |
| 4. | Pau-Orthez       | 14 | 22 | 8  | 6  | 1127 | 1092 |
| 5. | Virtus Bologna   | 14 | 20 | 6  | 8  | 1181 | 1149 |
| 6. | Maccabi Tel Aviv | 14 | 20 | 6  | 8  | 1105 | 1143 |
| 7. | KK Cibona        | 14 | 20 | 6  | 8  | 1011 | 1052 |
| 8. | SL Benfica       | 14 | 16 | 2  | 12 | 1046 | 1159 |

### Quarti di finale
| Squadra 1     | Totale | Squadra 2             | Gara 1 | Gara 2 | Gara 3 |
| ------------- | ------ | --------------------- | ------ | ------ | ------ |
| Pau-Orthez    | 1-2    | CSKA                  | 78-65  | 89-104 | 74-83  |
| Panathinaikos | 2-1    | Pallacanestro Treviso | 70-67  | 69-83  | 65-64  |
| Ülker Gençlik | 0-2    | Barcellona            | 77-105 | 66-96  |        |
| Olympiakos    | 1-2    | Real Madrid           | 68-49  | 77-80  | 65-80  |

### Final four
|  | Semifinali    | Semifinali    | Semifinali |            |               | Finale          | Finale          | Finale          |  |
|  |               |               |            |            |               |                 |                 |                 |  |
|  | CSKA Mosca    | CSKA Mosca    | 71         |            |               |                 |                 |                 |  |
|  | CSKA Mosca    | CSKA Mosca    | 71         |            |               |                 |                 |                 |  |
|  | Panathīnaïkos | Panathīnaïkos | 81         |            |               |                 |                 |                 |  |
|  | Panathīnaïkos | Panathīnaïkos | 81         |            | Panathīnaïkos | Panathīnaïkos   | 67              |                 |  |
|  |               |               |            |            | Panathīnaïkos | Panathīnaïkos   | 67              |                 |  |
|  |               |               | Barcellona | Barcellona | 66            |                 |                 |                 |  |
|  | Barcellona    | Barcellona    | Barcellona | Barcellona | 66            | 76              |                 |                 |  |
|  | Barcellona    | Barcellona    |            |            |               | 76              |                 |                 |  |
|  | Real Madrid   | Real Madrid   | 66         |            |               | Finale 3º posto | Finale 3º posto | Finale 3º posto |  |
|  | Real Madrid   | Real Madrid   | 66         |            |               |                 |                 |                 |  |
|  |               |               |            |            |               |                 |                 |                 |  |
|  |               |               |            |            |               | CSKA Mosca      | CSKA Mosca      | 74              |  |
|  |               |               |            |            |               | CSKA Mosca      | CSKA Mosca      | 74              |  |
|  |               |               |            |            |               | Real Madrid     | Real Madrid     | 73              |  |

| Coppa dei Campioni 1995-1996 |
| ---------------------------- |
| Panathinaikos 1º titolo      |

## Formazione vincitrice
| N° | Naz.                   | Ruolo | Sportivo              |  | Alt. |  |
| -- | ---------------------- | ----- | --------------------- |  | ---- |  |
| 4  | Grecia (bandiera)      | AP    | Fragkiskos Alvertīs   |  | 206  |  |
| 6  | Grecia (bandiera)      | G     | Vaggelīs Vourtzoumīs  |  | 184  |  |
| 7  | Grecia (bandiera)      | P     | Kōstas Patavoukas     |  | 192  |  |
| 8  | Grecia (bandiera)      | AG    | Nikos Oikonomou       |  | 208  |  |
| 9  | Grecia (bandiera)      | P     | Jon Korfas            |  | 182  |  |
| 10 | Grecia (bandiera)      | P     | Panagiōtīs Giannakīs  |  | 192  |  |
| 11 | Croazia (bandiera)     | C     | Stojko Vranković      |  | 218  |  |
| 12 | Stati Uniti (bandiera) | AP    | Dominique Wilkins     |  | 204  |  |
| 13 | Grecia (bandiera)      | AP    | Tzanis Stavrakopoulos |  | 203  |  |
| 14 | Jugoslavia (bandiera)  | C     | Miroslav Pecarski     |  | 210  |  |
| 15 | Grecia (bandiera)      | AG    | Chrīstos Myriounīs    |  | 204  |  |
|    | Jugoslavia (bandiera)  | All.  | Božidar Maljković     |  |      |  |